# Albatros C.XIII
L'Albatros C.XIII (designazione aziendale L 29) era un monomotore biplano da attacco al suolo realizzato dall'allora azienda tedesco imperiale Albatros Flugzeugwerke GmbH negli anni dieci del XX secolo e rimasto allo stadio di prototipo.
Basato sul precedente caccia D.Va, venne sviluppato nel 1917 destinato ai reparti della Luftstreitkräfte ma pur esprimendo prestazioni incoraggianti non venne avviato alla produzione in serie.

## Storia del progetto
Nel corso del 1917 le esigenze tattiche nell'utilizzo dell'arma aerea tedesca ebbe uno processo evolutivo. I vertici del Deutsches Heer, l'esercito imperiale tedesco, decisero di utilizzare con sempre più frequenza i propri velivoli per il supporto aereo ravvicinato in cooperazione con le forze terrestri. Tali missioni consistevano nell'avvicinarsi alle forze nemiche con un volo radente per attaccare le postazioni fisse, le truppe ed altri obiettivi sensibili. Già nel corso del 1916 l'idflieg aveva emesso una specifica per la CL-Klasse (o CL-Typ), modelli più leggeri dei ricognitori armati biposto C-Typ destinati a ricoprire il ruolo di caccia di scorta nelle missioni di bombardamento. Data la loro leggerezza si dimostrarono anche dotati di un'ottima maneggevolezza venendo quindi impiegati sempre più spesso in missioni di ricognizione a bassa quota, osservazione e disturbo.
Tuttavia nell'evoluzione del conflitto l'Idflieg era alla ricerca di un modello che risultasse ancora più sicuro per il proprio equipaggio e resistente per evitare la sua perdita da parte di attacco dal basso. Per cercare di rispondere a questa esigenza la Albatros avviò lo sviluppo di un nuovo modello idoneo alla scopo affidandone il compito al proprio ufficio tecnico. Il progetto si basava sull'esperienza acquisita nella costruzione del caccia monoposto D.Va, un modello che abbinava le buone qualità del Albatros D.III ad una superiore robustezza, riproponendone sostanzialmente l'impostazione generale, con la tipica fusoliera a sezione ellissoidale con ricopertura in pannelli di compensato, aggiungendo un secondo abitacolo destinato al mitragliere di coda.
Il prototipo, identificato dall'azienda come L 29 ma che assunse in base al sistema di designazione Idflieg la designazione C.XIII (tredicesimo progetto di un C-Typ da parte dell'azienda), venne equipaggiato con un motore Mercedes D.III, meno potente del Mercedes D.IV inizialmente adottato dal D.Va ma che si rivelò inaffidabile per i frequenti guasti. Portato in volo per la prima volta nella seconda metà del 1917 benché più pesante e sottopotenziato rispetto al D.Va riuscì a raggiungere una velocità massima di solo 5 km/h inferiore al caccia da cui derivava.
Presentato alla commissione esaminatrice tuttavia non venne ritenuto idoneo al servizio ed il suo sviluppo venne abbandonato.

## Utilizzatori
Germania
- Luftstreitkräfte (previsto)